# مجاعة بن سعر التميمي
مُجّاعة بن سعر بن خليفة السعدي التميمي (21 هـ - 75 هـ / 641م - 695م) قائد عربي أرسله الحجاج بن يوسف الثقفي إلى السند، ففتح أماكن كثيرة، وغنِم.
كان مع عمر بن عبيد الله بن معمر، أمير فارس في حرب الأزارقة سنة 68 هـ (حوالي 688م)، وقتل منهم أربعة عشر رجلاً بعمود كان يُقاتل به في معركة إصطخر. وقيل أن عمر بن عبيد الله أعطاه تسعمائة ألف درهم، تقديراً لبلاءه، ولمساهمته في الدفاع عنه، ويقول يزيد بن الحكم الثقفي في شجاعة مجاعة:
وقد ولاّه الحجاج بن يوسف الثقفي، ولاية عمان، وكان أهلها قد قتلوا واليها القاسم بن سعر (أخو مجاعة)، فدخلها ورأى أخاه مصلوباً، فأبى إنزاله حتى اقتص من قاتليه. ثم عاد إلى الحجاج، فأرسله إلى السند عام 75 هـ (حوالي 694م). وكان الحجاج يُخوف الخليفة عبد الملك بن مروان من يزيد بن المهلب، ولما استشاره عبد الملك فيمن يتولى أمر خراسان، أشار عليه الحجاج بمجاعة، لكن عبد الملك رفض، وولّى سعيد بن أسلم بن زرعة السند، فكان أن خرج عليه معاوية، وأحمد ابنا الحارث العلافي، فقتلا سعيداً، واستولت قواتهم على الثغر، فقام الحجاج أخيراً بتعيين مجاعة مكانه، فقضى على الثورة، وفتح أماكن من قندابيل، ثم توفي بعد ذلك بسنة في مكران.

## نسبه
هو مجاعة بن سعر بن يزيد بن خليفة بن سنان بن قطن بن العجلان بن مرة بن عبيد بن مقاعس وأسمه الحارث بن عمرو بن كعب بن سعد بن زيد مناة بن تميم بن مر